# 福田桃代
福田 桃代（ふくだ ももよ、1989年6月23日 - ）は、日本の歌手・モデル。神奈川県出身。血液型はA型。2012年、アジア歌姫オーディショングランプリを獲得。

## ディスコグラフィ

### 主な楽曲
- 「Dear Best Friend」（デビュー曲・2012年7月10日にレコチョクから配信）
- 「ありがとう 〜大切なあなたへ〜」
- 「Believe myself」
- 「Summer Love Story」

### 参加作品
- fumika「旅立ちのベル feat. 福田桃代」[2] - 2013年2月6日発売のアルバム『POP SISTER』に収録。